# Prince Skyline 2000GT
La Prince Skyline 2000GT est une voiture de sport de la marque Prince commercialisée entre 1964 et 1968.

## Genèse
La naissance de la Skyline 2000GT est intimement liée au regain de vigueur qu'a connu le sport automobile dans les années 1960 au Japon. Lors du premier Grand Prix du Japon organisé en 1963 sur le circuit de Suzuka, entré en service l'année précédente, Prince avait engagé ses lourdes Skyline Sport contre d'autres constructeurs japonais comme Nissan mais aussi européens avec Triumph, MG ou Fiat. Les Prince durent s'incliner face à la Nissan Fairlady 1500 no 39 pilotée par Genichiro Tahara.

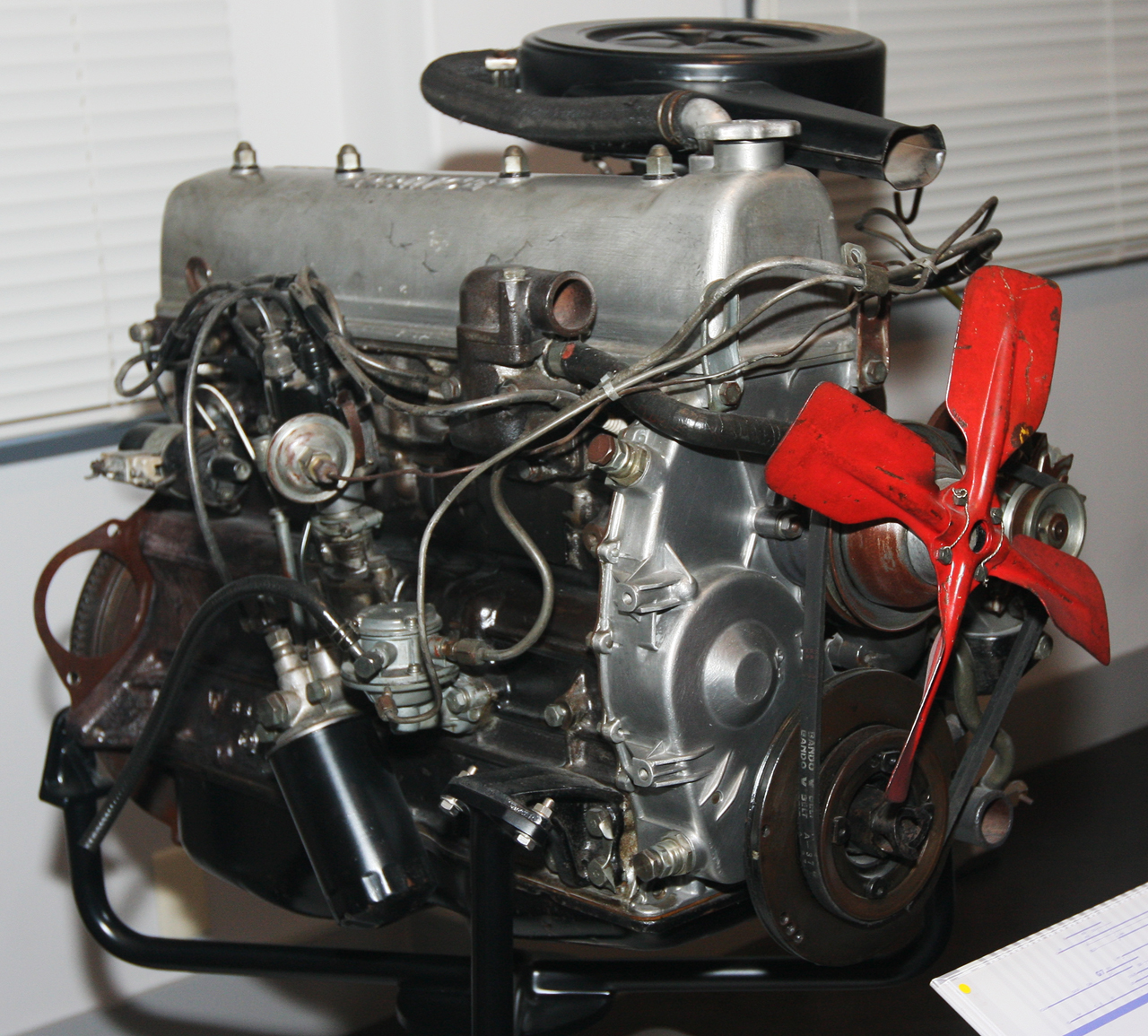
Le six cylindres en ligne G-7 équipant la Gloria trouva également sa place, au prix de nombreuses modifications, sous le capot de la Skyline 2000GT.

L'année suivante, l'équipe dirigée par le jeune ingénieur Shinichirō Sakurai décida de tirer parti de la nouvelle Skyline, sortie en novembre 1963. Pesant environ 300 kg de moins que la génération précédente, cette Skyline représentait pour eux une base intéressante pour la compétition. Épris de revanche sur les résultats de l'année passée, l'équipe de Sakurai décida de piocher dans la banque d'organes du constructeur pour trouver un six cylindres en ligne de 1 988 cm3 équipant la Prince Gloria, une grande berline du constructeur. Cependant, ce moteur étant trop imposant pour la baie moteur de la Skyline, les ingénieurs durent allonger la voiture d'environ 15 cm entre le tablier et les ailes avant.

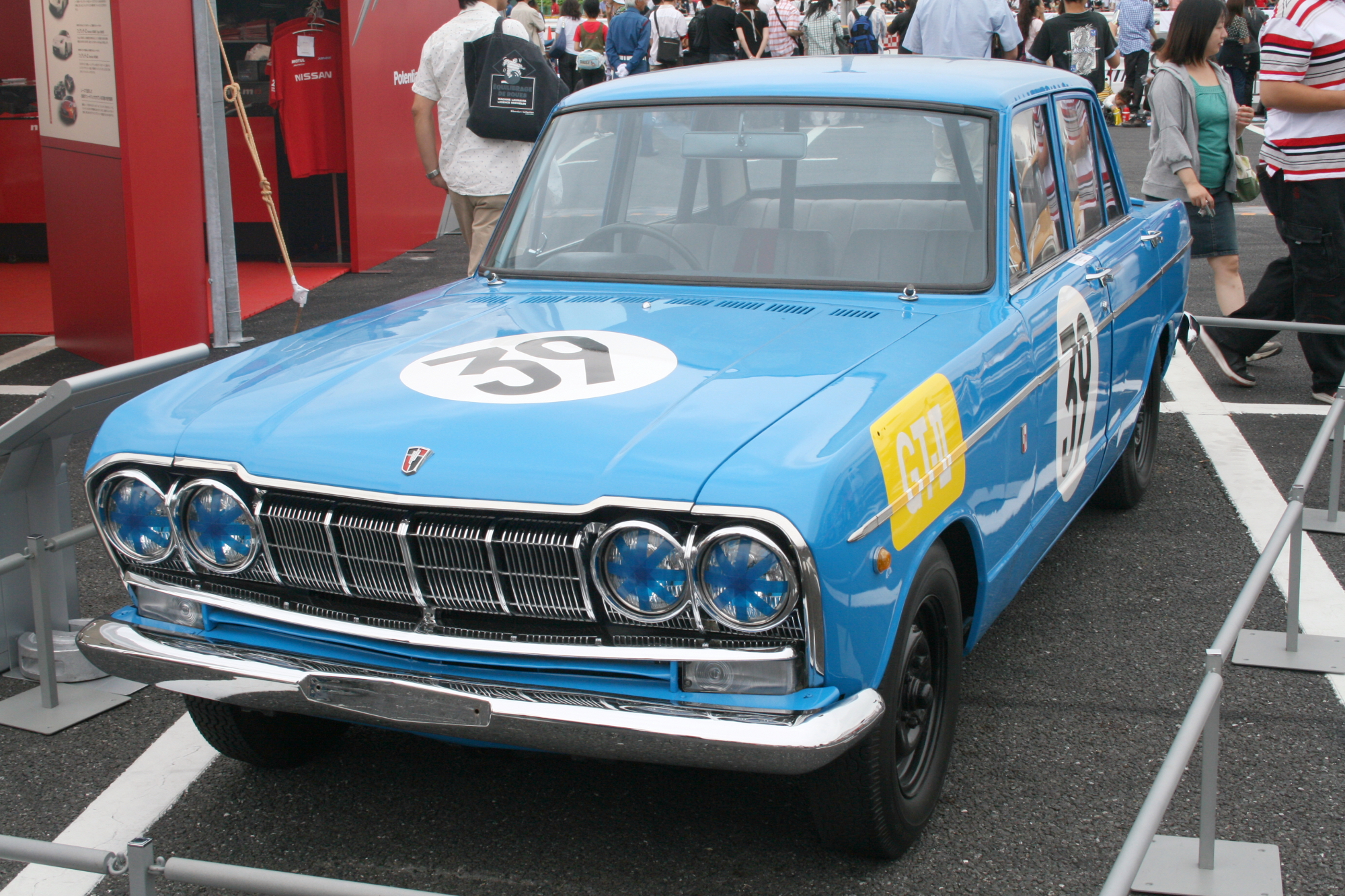
Une des Skyline 2000GT engagées durant la deuxième édition du Grand Prix du Japon en catégorie GT-II. On peut voir l'avant allongé par rapport aux autres modèles de la gamme.

Les Skyline 2000GT se révélèrent très performantes lors du deuxième Grand Prix du Japon en 1964. Elles seront seulement battues par une Porsche 904 GTS et occuperont le classement de la deuxième à la sixième place. Le règlement de la catégorie GT-II où concouraient les Skyline 2000GT stipulait que les voitures engagées devaient avoir été produites au minimum à cent exemplaires en série. L'équipe de Sakurai se devait donc d'assembler cent véhicules destinés à l'usage routier, le dernier ayant été terminé deux jours seulement avant le début de la course.

## Versions

### S54-I / S54A-I (mai 1964)
La version S54-I correspond aux cent premiers exemplaires construits en mai 1964 dans le but de permettre l'homologation de la Skyline 2000GT en compétition. Elles sont renommées S54A-I par Prince en septembre 1965 afin de ne pas les confondre avec les S54A-II, présentant les mêmes caractéristiques.
La Skyline 2000GT de route développe 105 ch grâce au six cylindres de la Gloria. Contrairement à la version de course munie de trois carburateurs Weber et développant 165 ch, la version de route se contente d'un simple carburateur double corps.

### S54B-II (1965 - 1968)
En février 1965, une version plus proche de la version de compétition est dévoilée. Bien qu'elle garde le nom de Skyline 2000GT, elle est officieusement appelée 2000GT-B afin de la différencier de la version à simple carburateur.
Le six cylindres en ligne G-7 y est donc maintenant épaulé par trois carburateurs Weber 40 DCOE, lui permettant d'atteindre 125 ch.

## Moteur et transmission

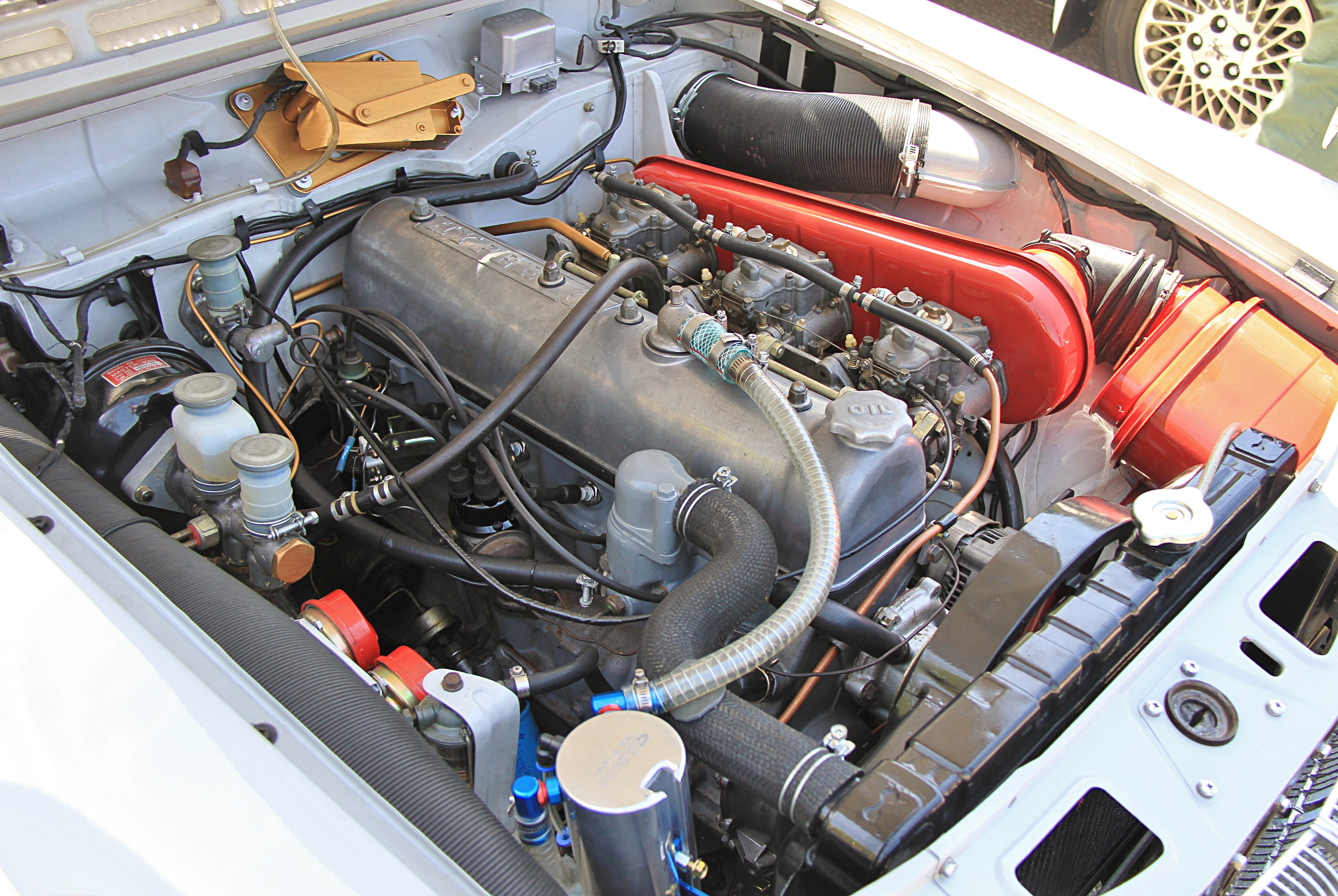
Le six cylindres en ligne de type G-7 installé dans une Skyline 2000GT (S54B-II), comme en témoignent les trois carburateurs.

La Prince Skyline 2000GT est équipée du six cylindres en ligne de 1 988 cm3 qui équipait avant elle la Prince Gloria. Il s'agit d'un moteur carré avec une course et un alésage de 75 mm. La culasse dispose d'un arbre à cames en tête unique.

### Internet
- (en) Ken Lee, « BUYER’S GUIDE: Prince Skyline GT-A & GT-B », sur japanesenostalgiccar.com, 10 avril 2015 (consulté le 17 juillet 2016)

#### Ouvrages utilisés pour la rédaction de l'article
- (en) Ben Hsu, Classic Japanese Performance Cars, Cartech, 2013, 144 p. (ISBN 1934709883 et 978-1934709887)